# Eugagrella barnesi
Eugagrella barnesi is een hooiwagen uit de familie Sclerosomatidae.